# Sutan-Überschiebung

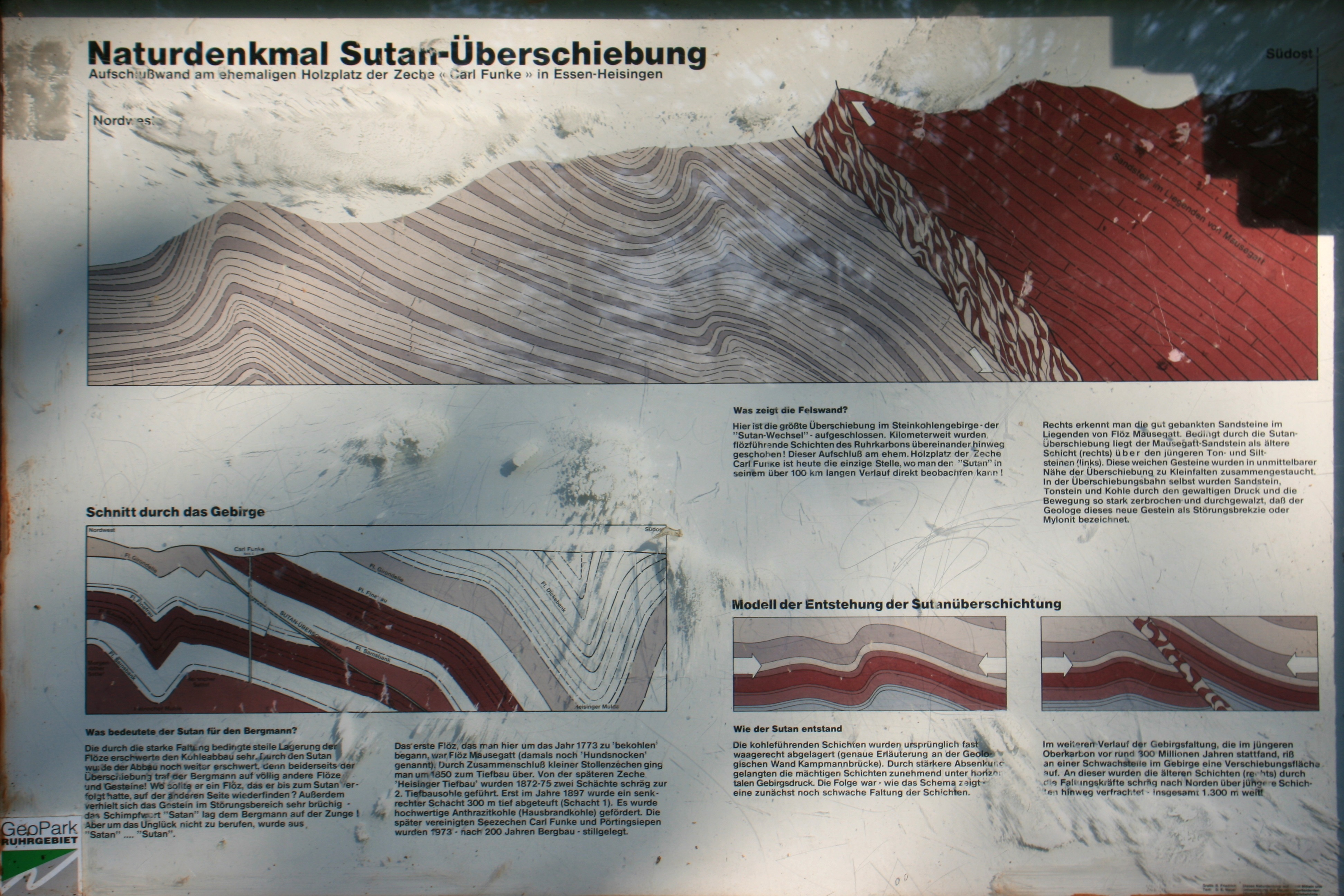
Schautafel an der Lanfermammfähre, Essen

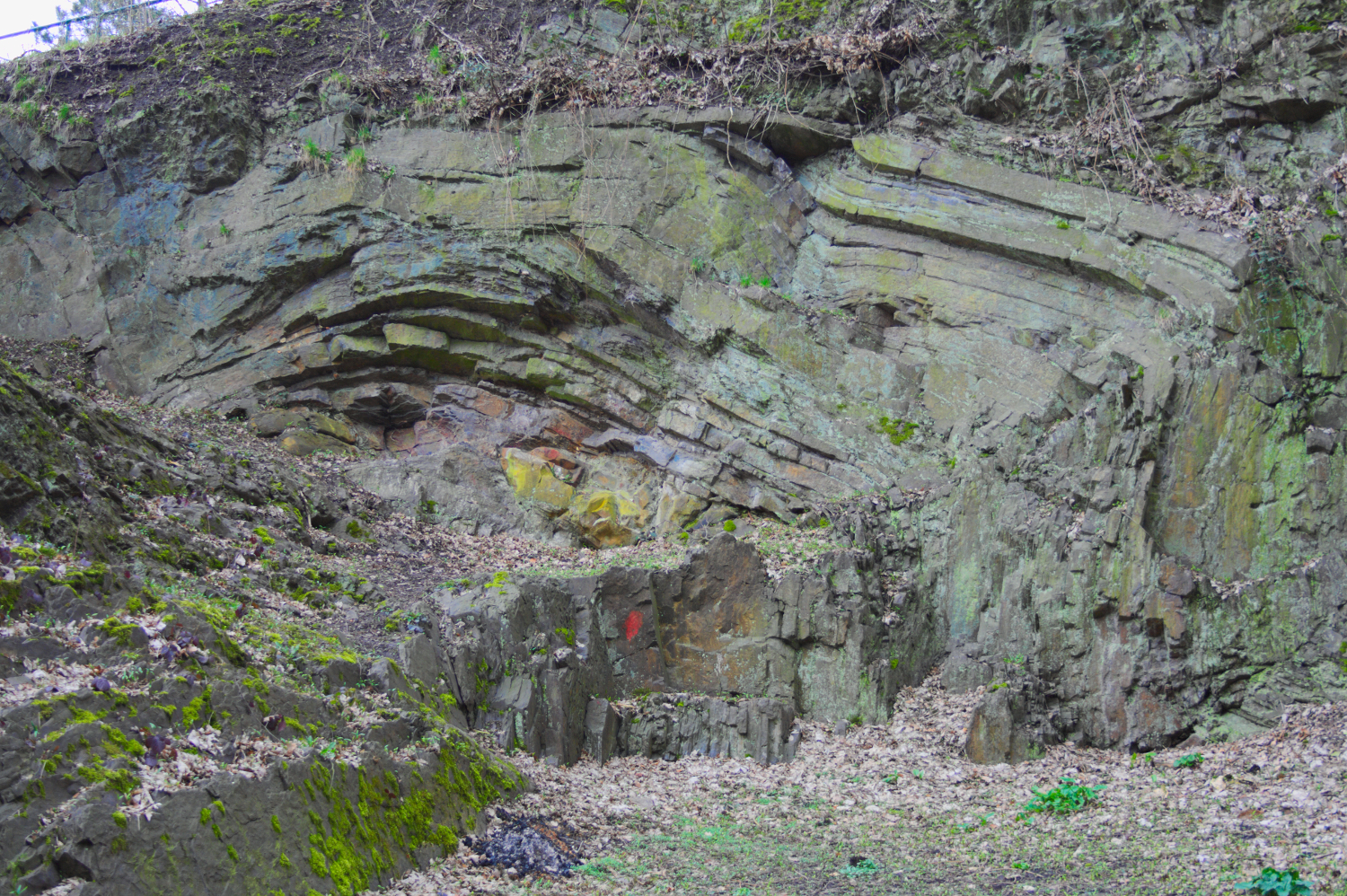
Aufschluss in Essen-Werden

Die Sutan-Überschiebung ist die größte geologische Störung in den Schichten des Karbons im Ruhrgebiet. 
Sie begleitet den Wattenscheider Hauptsattel vom Gebiet zwischen Essen-Kettwig und Ratingen aus bis in den Raum Hamm in Westfalen über eine Strecke von etwa 120 Kilometern Länge.